# Dominicas de los Ángeles
La Congregación Dominica de los Ángeles Custodios (oficialmente en croata: Kongregacija sv. Anđela čuvara) es una congregación religiosa católica femenina, de vida apostólica y de derecho pontificio, fundada en 1905, por el sacerdote croata Marija Miškov (Ángel María Miškov), a partir de la unión de dos monasterios de monjas dominicas de Croacia. A las religiosas de este instituto se les conoce como dominicas de los Ángeles y posponen a sus nombres las siglas O.P.

## Historia
La congregación tiene su origen en los monasterios de monjas dominicas fundados en la Edad Media en Croacia. La mayoría de los cuales fueron suprimidos durante el dominio Napoleónico. Al acabar este periodo, las monjas pudieron establecerse únicamente en Šibenik y Split. Aunque vivían bajo la misma regla de vida, se mantuvieron autónomos hasta 1905, cuando el sacerdote dominico Marija Miškov, las reunió en un mismo instituto, con el nombre de Congregación Dominica de los Ángeles Custodios, con casa madre en Šibenik.
El instituto fue agregado a la Orden de Predicadores en 1905, recibió la aprobación diocesana de parte del obispo Jeronim Mileta, de la diócesis de Šibenik, el 7 de marzo de 1928 y la aprobación pontificia, mediante decretum laudis del papa Pío XI, del 2 de marzo de 1937.

## Organización
La Congregación Dominica de los Ángeles Custodios es una congregación religiosa internacional, de derecho pontificio y centralizada, cuyo gobierno es ejercido por una priora general, hace parte de la Familia dominica y su sede central se encuentra en Korčula (Croacia).
Las dominicas de los Ángeles se dedican a la educación e instrucción cristiana de la juventud y a la asistencia de los enfermos y necesitados. En 2017, el instituto contaba con 110 religiosas y 16 comunidades. Están presentes en Alemania, Canadá, Croacia y Serbia.